# Paphiopedilum sanderianum
Paphiopedilum sanderianum é uma espécie de orquídea terrestre, família Orchidaceae, que habita Gunung Mulu, no noroeste de Borneu.